# Новостав-Дальній
Новостав-Дальній — село в Зорянській сільській громаді Рівненського району Рівненської області України. Населення становить 167 осіб.

## Населення

### Мова
Розподіл населення за рідною мовою за даними перепису 2001 року:
| Мова       | Кількість | Відсоток |
| ---------- | --------- | -------- |
| українська | 167       | 100%     |